# Inbee Park
Đây là một tên người Triều Tiên, họ là Phác.
Park In-Bee hay Inbee Park (tiếng Hàn: 박인비; Hanja: 朴仁妃, phát âm [paːk inbi]; sinh ngày 12 tháng 7 năm 1988) là một tay golf chuyên nghiệp người Hàn Quốc thi đấu tại LPGA Tour và LPGA of Japan Tour. Cô từng giữ vị trí số một nữ thế giới trên bảng xếp hạng Women's World Golf Rankings từ 15 tháng 4 năm 2013 tới 1 tháng 6 năm 2014 và sau đó trở lại một thời gian ngắn vào tháng 10 năm 2014. Inbee giành được bảy chức vô địch major trong sự nghiệp, trong đó có ba danh hiệu major liên tiếp vào mùa giải 2013, là vận động viên của LPGA Tour thứ tư giành ba chức vô địch trong một năm. Cô là tay golf trẻ nhất vô địch U.S. Women's Open và là người thứ hai sau Annika Sorenstam giành Women's PGA Championship ba năm liên tiếp. Park là người thứ bảy giành bốn giải major trong sự nghiệp cũng như Grand Slam sự nghiệp. Cô giành huy chương vàng Thế vận hội 2016 vào tháng 8 năm 2016.

## Những năm đầu đời và thi đấu nghiệp dư
Park In-Bee sinh ra tại Seoul. Cô bắt đầu chơi golf từ năm 10 tuổi. Hai năm sau, cô chuyển tới Hoa Kỳ để theo đuổi sự nghiệp golf. Cô thắng chín giải thuộc chuỗi giải của American Junior Golf Association (Hiệp hội Golf Trẻ Hoa Kỳ - AJGA) và năm lần có tên trong danh sách Rolex Junior All-American. Cô lọt vào bán kết tại U.S. Women's Amateur 2003. Cô cũng vô địch U.S. Girls' Junior 2002 và về nhì các năm 2003 và 2005.
Khi còn thi đấu nghiệp dư từ 2004 tới 2006, Park tham gia Kraft Nabisco Championship với tư cách tay golf khách mời của nhà tài trợ, cũng như dự giải LPGA Takefuji Classic ba lần, đạt thành tích hai lần vào đến top 10.
Park tốt nghiệp Đại học Kwangwoon ở Seoul.

## Sự nghiệp chuyên nghiệp

### 2006
Vào năm 2006, sau khi tốt nghiệp Trung học Bishop Gorman ở Las Vegas, Nevada, Park In-Bee gửi đơn lên LPGA xin được thi đấu tại LPGA ở tuổi 17. Luật của LPGA nói chung yêu cầu vận động viên phải từ 18 tuổi trở lên để tham gia tour. LPGA từ chối đề nghị của In-Bee, và cô ghi danh vào Đại học Nevada, Las Vegas nhưng sau đó bỏ giữa chừng và trở thành vận động viên chuyên nghiệp tham gia Duramed Futures Tour, giải đấu vào tháng 1 năm 2006 đã giảm độ tuổi tham gia xuống còn 17. Vào năm 2006, cô có 11 lần kết thúc ở top 10 trong Futures Tour. Cô về thứ ba trong danh sách tay golf kiếm tiền nhiều nhất của Futures Tour và được đặc cách tham dự LPGA Tour mùa giải 2007.

### 2007
Trong mùa giải ra mắt LPGA, In-Bee kết thúc ở vị trí thứ tư tại U.S. Women's Open và đồng hạng nhì ở giải Safeway Classic. Cô đứng thứ 37 trong danh sách tay golf kiếm tiền thưởng nhiều nhất năm. Vào năm 2007, In-Bee cũng chuyển cách đánh vần tên của cô trong tiếng Anh từ In-Bee thành Inbee.

### 2008
Vào năm 2008, Inbee Park giành chức vô địch U.S. Women's Open tại Interlachen Country Club ở Minnesota và mang về chiến thắng LPGA đầu tiên. Ở tuổi 19 cô trở thành người trẻ nhất vô địch giải với thành tích hơn người về nhì Helen Alfredsson bốn gậy.

### 2009–12
Sau một năm 2008 đột phá, Park gặp nhiều khó khăn ở mùa giải 2009 khi chỉ có bốn lần kết thúc trong top 10 và két thúc mùa golf ở vị trí 50 trong danh sách kiếm tiền của LPGA. Vào năm 2010 Inbee kết thúc trong top 10 ở tất cả bốn giải lớn, hai lần chiến thắng tại LPGA of Japan Tour và kết thúc ở hạng 12 trên bảng xếp hạng thế giới.
Thành tích của Park trong năm 2011 có phần đi xuống so với năm 2010 khi không có lần nào kết thúc trong top 5 ở LPGA Tour, cô tụt xuống thứ 31 trong danh sách thu nhập và thứ 27 về điểm số trung bình ghi được. Cô thắng một lần trong giải Daikin Orchid Ladies thuộc JLPGA Tour. In-Bee trở lại mạnh mẽ trong năm 2012 khi có hai chiến thắng tại LPGA Tour và về đích trong top ở 10 trong số 23 giải cô tham dự, đứng đầu LPGA về thu nhập và số điểm trung bình ghi được.

### 2013
Park In-bee giành chiến thắng thứ tư tại một giải thuộc LPGA Tour ở giải đấu thứ hai trong năm 2013 tại Honda LPGA Thailand. Cô kết thúc vòng cuối với thành tích 67 gậy để vượt qua cách biệt bốn gậy và ít hơn Ariya Jutanugarn một gậy.
Vào tháng 4, Inbee giành danh hiệu major thứ hai tại Kraft Nabisco Championship trước đồng hương Ryu So-Yeon với cách biệt bốn gậy. Một tuần sau đó cô trở thành tay gol số mộy trên bảng xếp hạng nữ thế giới. Vài tuần sau Inbee Park vô địch giải đấu thứ sáu thuộc LPGA Tour và thứ ba trong năm tại North Texas LPGA Shootout. Cô có cú putt vào lỗ để giành birdie ở lỗ thứ 72 để vượt qua Carlota Ciganda với cách biệt một gậy.
Park giành chức vô địch major thứ hai liên tiếp trong năm và thứ ba trong sự nghiệp tại LPGA Championship ở Locust Hill Country Club. Ở vòng cuối, Park đánh bại Catriona Matthew ở hố playoff thứ ba. Cô trở thành người thứ bảy trong lịch sử LPGA Tour giành hai chức vô địch major đầu tiên trong năm.
Hai tuần sau, cô giành danh hiệu thứ năm trong mùa giải tại Walmart NW Arkansas Championship khi đánh bại Ryu So-Yeon ở loạt playoff. Một tuần sau, Inbee giành chức vô địch major thứ ba liên tiếp tại U.S. Women's Open. Đây là lần đầu tiên có một tay golf thắng cả ba giải major đầu tiên trong mùa giải kể từ Babe Zaharias vào năm 1950. Chiến thắng giúp cô có sáu danh hiệu trong năm 2013.

### 2014
Vào tháng 3 Inbee Park vô địch giải World Ladies Championship thuộc Ladies European Tour. Cô chiến thắng với năm gậy nhiều hơn đương kim vô địch Suzann Pettersen. Cô cũng chiến thắng nội dung đồng đội của giải cùng với Ryu So-Yeon. Đây là chiến thắng đấu đội thứ hai của cô tại giải vì trước đó cô cùng Kim Ha-Neul lên ngôi một năm trước.
Vào tháng 6 cô giành danh hiệu LPGA Tour thứ 10 tại Manulife Financial LPGA Classic với cách biệt ba gậy so với Cristie Kerr. Đây là danh hiệu LPGA đầu tiên trong gần một năm kể từ US Women's Open 2013. Vào tháng 8 Inbee giành gianh hiệu LPGA Tour thứ 11 và chức vô địch major thứ năm tại LPGA Championship sau loạt playoff trước Brittany Lincicome. Cô vượt qua Lincicome ở hố phụ đầu tiên với điểm par, qua đó vô địch LPGA Championship lần thứ hai liên tiếp.

### 2015
Park giành chiến thắng LPGA thứ 13 trong tuần lễ đầu tiên của tháng 3. Cô kết thúc vòng một HSBC Women's Champions ở Singapore với 66 gậy và đoạt chức vô địch sau khi duy trì thế dẫn đầu ở tất cả các vòng. Sau vòng cuối đạt 65 điểm và không mắc một bogey nào tại Honda LPGA Thailand ở Chonburi, cô tiếp tục chuỗi bốn vòng liên tiếp không bogey ở Singapore.
Park giành chức vô địch LPGA thứ 14 tại Volunteers of America North Texas Shootout. Cô đạt thành tích sáu gậy âm ở vòng đấu cuối để vượt qua Cristie Kerr của Hoa Kỳ và Park Hee-Young của Hàn Quốc với ba gậy cách biệt. Inbee giành chức vô địch LPGA Tour thứ 15 và danh hiệu major thứ sáu tại Women's PGA Championship với năm gậy nhiều hơn người về thứ hai Kim Sei-young. Chiến thắng này giúp Inbee trở thành tay golf thứ hai sau Annika Sörenstam giành ba Women's PGA Championship liên tiếp (trước đó mang tên gọi là LPGA Championship).
In-Bee giành danh hiệu thứ 16 không lâu sau đó tại Women's British Open. Đây là danh hiệu lớn thứ bảy của cô và giúp cô trở thành người thứ bảy giành bốn giải đấu lớn khác nhau, hoàn thành bộ sưu tập Grand Slam sự nghiệp.
Park sau đó giành danh hiệu thứ năm và cuối cùng trong năm 2015 và trung tuần tháng 11 với thành tích 64 ở vòng cuối giải Lorena Ochoa Invitational, xếp trên với khoảng cách ba gậy so với Carlota Ciganda. Cô cũng giành giải thưởng Vare Trophy thứ hai trong sự nghiệp (lần đầu vào năm 2012) nhờ thành tích đạt số điểm trung bình ghi được thấp nhất mùa giải. Thành tích này cũng giúp In-bee đứng trước cơ hội ghi danh vào LPGA Hall of Fame. Danh hiệu này giúp cô có thêm 27 điểm cần thiết cho việc được ghi danh và cô chỉ cần hoàn thành mùa giải 2016 để có đủ mười mùa giải tại LPGA.

### 2016
Park đủ điều kiện có tên trong LPGA Hall of Fame sau khi hoàn thành giải KPMG Women's PGA Championship. Cô trở thành người trẻ nhất đạt được vinh dự này khi mới 27 tuổi.
Vào tháng 8, Park trở thành người đầu tiên sau 116 năm giành huy chương vàng môn golf Thế vận hội, đánh bại tay golf số 1 thế giới Lydia Ko với cách biệt năm gậy.

## Vô địch chuyên nghiệp (27)

### Vô địch LPGA Tour (17)
| Chú giải                       |
| Chức vô địch major (7)         |
| Giải khác thuộc LPGA Tour (10) |

| STT | Ngày                 | Giải                                           | Số điểm thắng   | So với par | Cách biệt | Á quân                      | Số tiền thưởng vô địch ($) |
| --- | -------------------- | ---------------------------------------------- | --------------- | ---------- | --------- | --------------------------- | -------------------------- |
| 1   | 29 tháng 6, 2008     | U.S. Women's Open                              | 72-69-71-71=283 | −9         | 4 gậy     | Helen Alfredsson            | 585.000                    |
| 2   | 29 tháng 7, 2012     | Evian Masters                                  | 71-64-70-66=271 | −17        | 2 gậy     | Stacy Lewis Karrie Webb     | 487.500                    |
| 3   | 14 tháng 10 năm 2012 | Sime Darby LPGA Malaysia                       | 69-68-65-67=269 | −15        | 2 gậy     | Choi Na-Yeon                | 285.000                    |
| 4   | 24 tháng 2, 2013     | Honda LPGA Thailand                            | 67-71-71-67=276 | −12        | 1 gậy     | Ariya Jutanugarn            | 225.000                    |
| 5   | 7 tháng 4 năm 2013   | Kraft Nabisco Championship                     | 70-67-67-69=273 | −15        | 4 gậy     | Ryu So-Yeon                 | 300.000                    |
| 6   | 28 tháng 4 năm 2013  | North Texas LPGA Shootout                      | 67-70-67-67=271 | −13        | 1 gậy     | Carlota Ciganda             | 195.000                    |
| 7   | 9 tháng 6 năm 2013   | Wegmans LPGA Championship                      | 72-68-68-75=283 | −5         | Playoff   | Catriona Matthew            | 337.500                    |
| 8   | 23 tháng 6 năm 2013  | Walmart NW Arkansas Championship               | 69-65-67=201    | −12        | Playoff   | Ryu So-Yeon                 | 300.000                    |
| 9   | 30 tháng 6 năm 2013  | U.S. Women's Open (2)                          | 67-68-71-74=280 | −8         | 4 gậy     | Kim In-Kyung                | 585.000                    |
| 10  | 8 tháng 6, 2014      | Manulife Financial LPGA Classic                | 69-66-65-61=261 | −23        | 3 gậy     | Cristie Kerr                | 225.000                    |
| 11  | 17 tháng 8 năm 2014  | Wegmans LPGA Championship (2)                  | 72-66-69-70=277 | −11        | Playoff   | Brittany Lincicome          | 337.500                    |
| 12  | 2 tháng 11 năm 2014  | Fubon LPGA Taiwan Championship                 | 64-62-69-71=266 | −22        | 2 gậy     | Stacy Lewis                 | 300.000                    |
| 13  | 8 tháng 3, 2015      | HSBC Women's Champions                         | 66-69-68-70=273 | −15        | 2 gậy     | Lydia Ko                    | 210.000                    |
| 14  | 3 tháng 5 năm 2015   | Volunteers of America North Texas Shootout (2) | 69-66-69-65=269 | −15        | 3 gậy     | Cristie Kerr Park Hee-Young | 195.000                    |
| 15  | 14 tháng 6 năm 2015  | KPMG Women's PGA Championship (3)              | 71-68-66-68=273 | −19        | 5 gậy     | Kim Sei-young               | 525.000                    |
| 16  | 2 tháng 8 năm 2015   | Ricoh Women's British Open                     | 69-73-69-65=276 | −12        | 3 gậy     | Ko Jin-young                | 464.817                    |
| 17  | 15 tháng 11 năm 2015 | Lorena Ochoa Invitational                      | 68-71-67-64=270 | −18        | 3 gậy     | Carlota Ciganda             | 200.000                    |

Thành tích playoff tại LPGA Tour (3–3)
| STT | Năm  | Giải                             | Đối thủ                                 | Kết quả |
| --- | ---- | -------------------------------- | --------------------------------------- | --- |
| 1   | 2012 | Manulife Financial LPGA Classic  | Chella Choi Brittany Lang Hee Kyung Seo | Lang chiến thắng bằng birdie ở hố phụ thứ ba Park bị loại bởi birdie ở hố thứ hai Choi bị loại bởi birdie ở hố thứ nhất |
| 2   | 2013 | LPGA Championship                | Catriona Matthew                        | Thắng bằng birdie ở hố phụ thứ ba                                                                                       |
| 3   | 2013 | Walmart NW Arkansas Championship | Ryu So-Yeon                             | Thắng bằng birdie ở phụ hố thứ nhất                                                                                     |
| 4   | 2014 | Meijer LPGA Classic              | Mirim Lee                               | Thua bởi birdie ở phụ hố thứ hai                                                                                        |
| 5   | 2014 | LPGA Championship                | Brittany Lincicome                      | Thắng bằng par ở phụ hố thứ nhất                                                                                        |
| 6   | 2015 | LPGA Lotte Championship          | Kim Sei-young                           | Thua bởi eagle ở hố phụ thứ nhất                                                                                        |

### Vô địch JLPGA Tour (4)
| STT | Ngày                 | Giải                                   | Số điểm thắng   | So với par | Cách biệt | Á quân                   |
| --- | -------------------- | -------------------------------------- | --------------- | ---------- | --------- | ------------------------ |
| 1   | 29 tháng 6, 2010     | Nishijin Ladies Classic                | 69-71-69=209    | −7         | Playoff   | Amanuma Chieko           |
| 2   | 28 tháng 11 năm 2010 | Japan LPGA Tour Championship Ricoh Cup | 72-72-70-73=287 | −1         | 4 gậy     | Ahn Sun-ju Miyazato Mika |
| 3   | 6 tháng 3, 2011      | Daikin Orchid Ladies                   | 72-67-66=205    | −11        | 3 gậy     | Saiki Miki               |
| 4   | 13 tháng 5, 2012     | Fundokin Ladies                        | 70-69-68=207    | −9         | 2 gậy     | Phùng San San            |

### Vô địch Ladies European Tour (3)
| STT | Ngày             | Giải                                              | Số điểm thắng   | So với par | Cách biệt | Á quân                  |
| --- | ---------------- | ------------------------------------------------- | --------------- | ---------- | --------- | ----------------------- |
| 1   | 29 tháng 7, 2012 | Evian Masters                                     | 71-64-70-66=271 | −17        | 2 gậy     | Stacy Lewis Karrie Webb |
| 2   | 9 tháng 3, 2014  | Mission Hills World Ladies Championship (cá nhân) | 69-70-62-67=268 | −24        | 5 gậy     | Suzann Pettersen        |
| 3   | 2 tháng 8, 2015  | Ricoh Women's British Open                        | 69-73-69-65=276 | −12        | 3 gậy     | Ko Jin-young            |

### Thế vận hội (1)
| STT | Ngày                | Giải                    | Số điểm thắng   | So với par | Cách biệt | Á quân   |
| --- | ------------------- | ----------------------- | --------------- | ---------- | --------- | -------- |
| 1   | 20 tháng 8 năm 2016 | Thế vận hội Mùa hè 2016 | 66-66-70-66=268 | −16        | 5 gậy     | Lydia Ko |

### Các chức vô địch khác (3)
- Mission Hills World Ladies Championship 2013 - đồng đội (với Kim Ha-neul)
- Mission Hills World Ladies Championship 2014 - đồng đội (với Ryu So-yeon)
- World Ladies Championship 2015 - đồng đội (với Ryu So-yeon)

## Các chức vô địch major

### Vô địch (7)
| Năm  | Giải                       | Sau 54 lỗ | Điểm thắng            | Cách biệt | Á quân             |
| ---- | -------------------------- | --------- | --------------------- | --------- | ------------------ |
| 2008 | U.S. Women's Open          | Kém 2 gậy | −9 (72-69-71-71=283)  | 4 gậy     | Helen Alfredsson   |
| 2013 | Kraft Nabisco Championship | Kém 3 gậy | −15 (70-67-67-69=273) | 4 gậy     | Ryu So-Yeon        |
| 2013 | LPGA Championship          | Dẫn 1 gậy | −5 (72-68-68-75=283)  | Playoff1  | Catriona Matthew   |
| 2013 | U.S. Women's Open          | Dẫn 4 gậy | −8 (67-68-71-74=280)  | 4 gậy     | Kim In-Kyung       |
| 2014 | LPGA Championship          | Kém 1 gậy | −11 (72-66-69-70=277) | Playoff2  | Brittany Lincicome |
| 2015 | Women's PGA Championship   | Dẫn 2 gậy | −19 (71-68-66-68=273) | 5 gậy     | Kim Sei-Young      |
| 2015 | Ricoh Women's British Open | Kém 3 gậy | −12 (69-73-69-65=276) | 3 gậy     | Ko Jin-Young       |

1Thắng Matthew ở hố playoff thứ ba: Park (4-4-3) và Matthew (4-4-x).

2Thắng Lincicome ở hố playoff thứ nhất: Park (4) và Lincicome (5).

## Số lần đấu đội
Chuyên nghiệp
- Lexus Cup (đội tuyển châu Á): 2008
- International Crown (đội tuyển Hàn Quốc): 2014